# Ernst Carl Thelott
Ernst Carl Gottlieb Thelott, né le 6 juin 1760 à Augsbourg et mort le 24 septembre 1834 à Düsseldorf, est un peintre et graveur sur cuivre allemand.

## Biographie
Thelott est le fils du graveur Johann Andreas Thelott (vers 1711-1775) et frère du graveur Johann Paul Thelott (vers 1758-1804), petit-fils du graveur Johann Andreas Thelott.
Il reçoit sa première formation artistique à l'académie d'Augsbourg et est brièvement à Munich et étudie à l'académie des beaux-arts de Düsseldorf à partir du début des années 1780. Il s'installe à Düsseldorf et doit d'abord se contenter de commandes de libraires. Il grave quelques feuilles pour la pinacothèque de Düsseldorf (de). Il travaille pour des almanachs et des œuvres littéraires ou réalise des portraits plus petits. Il devient professeur d'art de gravure à l'académie des beaux-arts de Düsseldorf ; son successeur est Joseph von Keller.